# Parafia Matki Bożej Częstochowskiej w Gręzówce
Parafia Matki Boskiej Częstochowskiej w Gręzówce – parafia rzymskokatolicka w Gręzówce
Parafia erygowana w 1938 roku. Obecny kościół został wybudowany w latach 1970–1975 przez ks. Wiktora Sopyłę.
Terytorium parafii obejmuje Gręzówkę, Nową Gręzówkę, Gręzówkę-Kolonię, Klimki i Ławki.